# Rick Fagel
Rick Fagel (Miami, 29 novembre 1953) è un ex tennista statunitense.

## Carriera
In carriera ha raggiunto una finale di doppio al Sarasota Grand Prix nel 1980, in coppia con l'australiano David Carter. Nei tornei del Grande Slam ha ottenuto il suo miglior risultato raggiungendo i quarti di finale di doppio misto all'Open di Francia nel 1981, in coppia con la tedesca Eva Pfaff.

## Statistiche

### Doppio

#### Finali perse (1)
| Numero | Anno             | Torneo                        | Superficie  | Compagno     | Avversari in finale               | Punteggio |
| 1.     | 17 febbraio 1980 | Sarasota Grand Prix, Sarasota | Terra rossa | David Carter | Andrés Gómez Santos Ricardo Ycaza | 3-6, 4-6  |